# Канале д’Агордо
Канале д’Агордо (итал. Canale d'Agordo) је насеље у Италији у округу Белуно, региону Венето.
Према процени из 2011. у насељу је живело 718 становника. Насеље се налази на надморској висини од 986 м.

## Становништво
| 1951. | 1961. | 1971. | 1981. | 1991. | 2001. | 2011. |
| ----- | ----- | ----- | ----- | ----- | ----- | ----- |
| 1.818 | 1.786 | 1.684 | 1.472 | 1.285 | 1.236 | 1.172 |